# Elsinoë ampelina
Elsinoë ampelina är en svampart som beskrevs av Shear 1929. Elsinoë ampelina ingår i släktet Elsinoë och familjen Elsinoaceae.   Inga underarter finns listade i Catalogue of Life.